# Maršrutka
Maršrutka (rusko маршрутка) je popularno poimenovanje za minibuse, ki se uporabljajo v državah naslednicah Sovjetske zveze